# Enbärsdricka

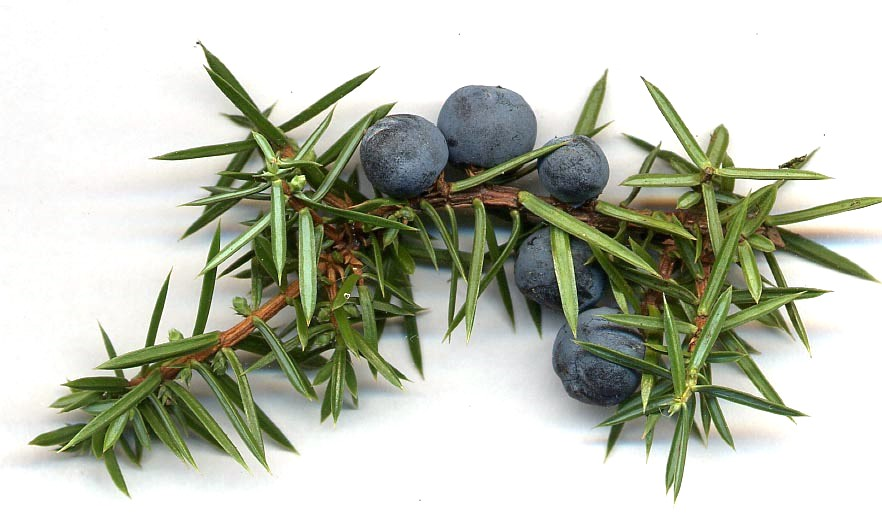
Kottar och barr från en (J. communis)

Enbärsdricka är ett avkok på enbär, vanligt förekommande i hemmen förr i tiden, i Västerbotten kallat jenlag.
I modern tid har den traditionella enbärsdrickan blivit en kolsyrad läskedryck, tillverkad av bryggerier. Denna dryck har mustliknande karaktär, som trots sitt namn baserar sig mest på enris, risskott eller enrötter. Enbär kan dock förekomma i vissa recept.
De större bryggerierna producerar inte längre denna läskedryck, men hos mindre, lokala bryggerier kan den fortfarande förekomma. Några exempel på småbryggerier som producerat drycken är Brunneby Musteri i Borensberg, Risingsbo i Morgårdshammar, Mora Bryggeri i Mora och Banco i Skruv.
I sitt verk ABC har Torgny Lindgren skrivit en hyllningsdikt till enbärsdrickan.